# Scatella masatierrensis
Scatella masatierrensis är en tvåvingeart som beskrevs av Wirth 1955. Scatella masatierrensis ingår i släktet Scatella och familjen vattenflugor. Inga underarter finns listade i Catalogue of Life.